# 268

## Události
- počátek roku – velitel jízdy v Miláně Aureolus přechází na stranu galského vzdorocísaře Postuma
- jaro/léto – císař Gallienus přerušuje válku s Góty a vpadá do Itálie
- srpen/ září – Aureolus se prohlašuje za císaře
- září – spiknutí důstojníků proti Gallienovi před Milánem
- září/říjen – Claudius II. novým římským císařem, Aureolovo zavraždění
- synoda v Antiochii odsuzuje adopcionismus Pavla ze Samosaty

## Úmrtí
- září – císař Gallienus
- konec září (?) – Aureolus
- 26. prosince – papež Dionysius

## Hlavy států
- Papež – Dionýsius (259–268)
- Římská říše – Gallienus (253–268) » Claudius II. (268–270)
- Perská říše – Šápúr I. (240/241–271/272)
- Kušánská říše – Kaniška III. (267–270)
- Arménie – Artavazd VI. (252–283)

Indie:
- Guptovská říše – Maharádža Šrí Gupta (240–280)
- Západní kšatrapové – Rudrasen II (256–278)